# 2015年の科学
2015年の科学（2015ねんのかがく)では2015年（平成27年）の科学分野に関する出来事について記述する。

## できごと

### 1月
- 1月5日
  - ホッキョククジラのゲノムの調査により、哺乳類の中で200年という最も長い寿命を持つ原因となる遺伝子が特定された[1]。
  - NASAのチャンドラX線観測衛星による観測で、天の川銀河の中心に位置するブラックホール「いて座A*」から、通常の400倍という記録的な明るさのＸ線フレアが検出されたと報告された[2]。

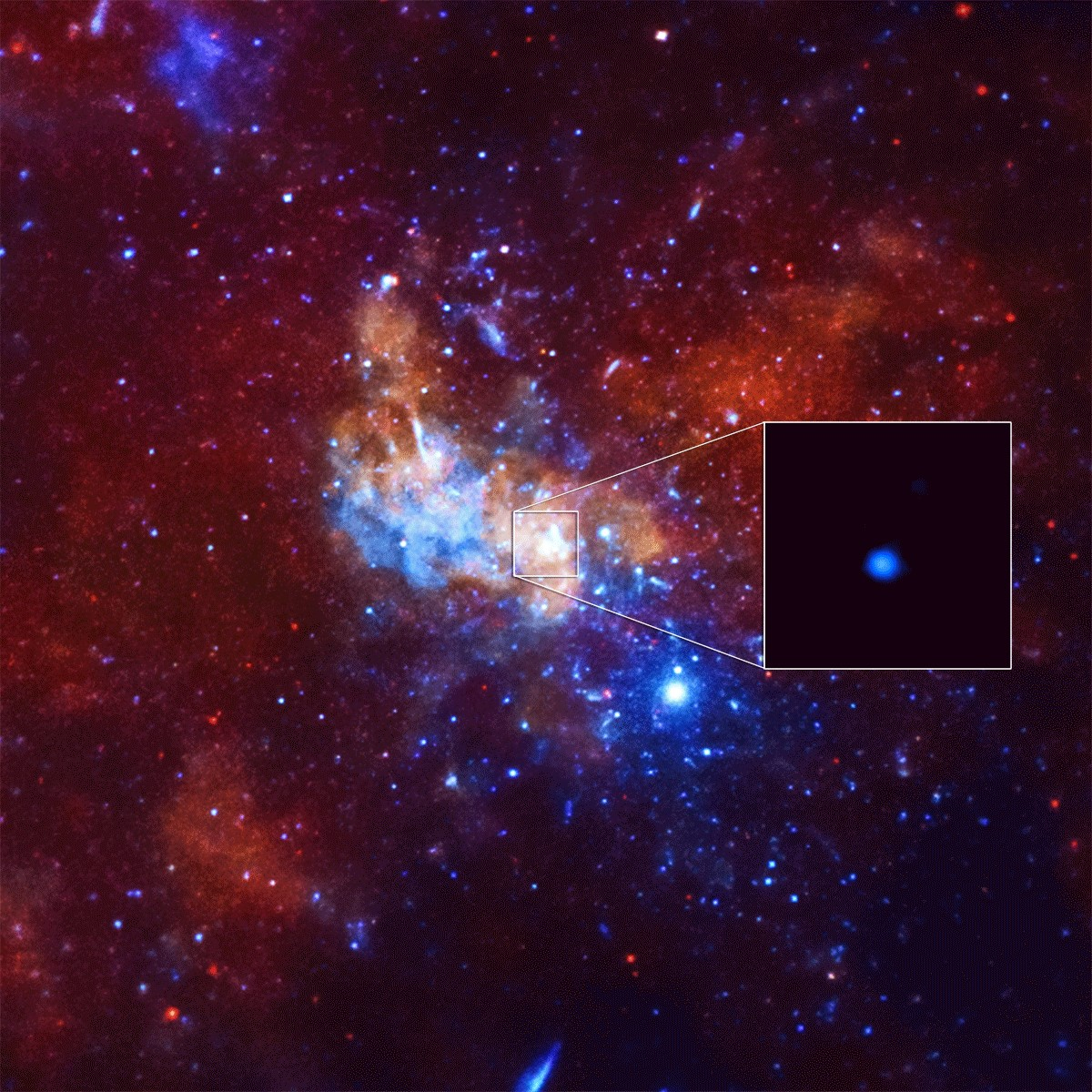
1月5日：天の川銀河の中心に位置するブラックホールから記録的な明るさのX線フレアが検出された。

- 1月6日 – NASAがケプラー宇宙望遠鏡による観測で、これまでに累計で1000個の太陽系外惑星の存在を確認したと発表した[3]。
- 1月7日 – バーモント大学の研究によって、人類は森林伐採や農業などによって、自然の100倍の速さで土壌を侵食させていることが明らかになった[4]。
- 1月13日 – デューク大学での研究で、人の筋肉が実験室で初めて成長させることに成功したと発表された[5]。
- 1月16日 – 2003年から火星で行方が分からなくなっていたビーグル2号を、マーズ・リコネッサンス・オービターから撮影したイシディス平原（英語版）の高解像度画像から発見したとNASAが発表した[6]。
- 1月26日 – アルカリ金属と水が接触すると爆発するのは、従来考えられていたような単に水素ガスの発生とその発火によるものではなく、水と金属との界面におけるクーロン爆発が反応を促進させるためであることが明らかになった[7][8]。
- 1月27日 – NASAのケプラー宇宙望遠鏡が、およそ112億年前に形成されたとされる年老いた恒星ケプラー444の周りを公転する5つの岩石質の太陽系外惑星の存在を確認したと発表された[9]。
- 1月28日 – ペンシルベニア州立大学の研究で、緑茶に含まれる成分である没食子酸エピガロカテキンが口腔がんの予防につながる可能性があると発表された[10]。

### 2月
- 2月2日 –  北京大学などの研究で、五員環から構成されるペンタグラフェン（英語版）構造について、理論計算により安定であることが示された[11][12]。
- 2月3日 – アメリカ食品医薬品局(FDA)が進行性乳がんの治療としてパルボシクリブを承認した[13]。
- 2月9日 – ハーバード大学などの研究で、遺伝子操作が加えられたバクテリアと光触媒からイソプロパノールを抽出することに成功し、光合成と同程度の効率を達成したと報告された[14]。
- 2月10日 – NASAが、ハッブル宇宙望遠鏡で撮影された銀河団SDSS J1038+4849と重力レンズを撮影した画像を公開した[15]。

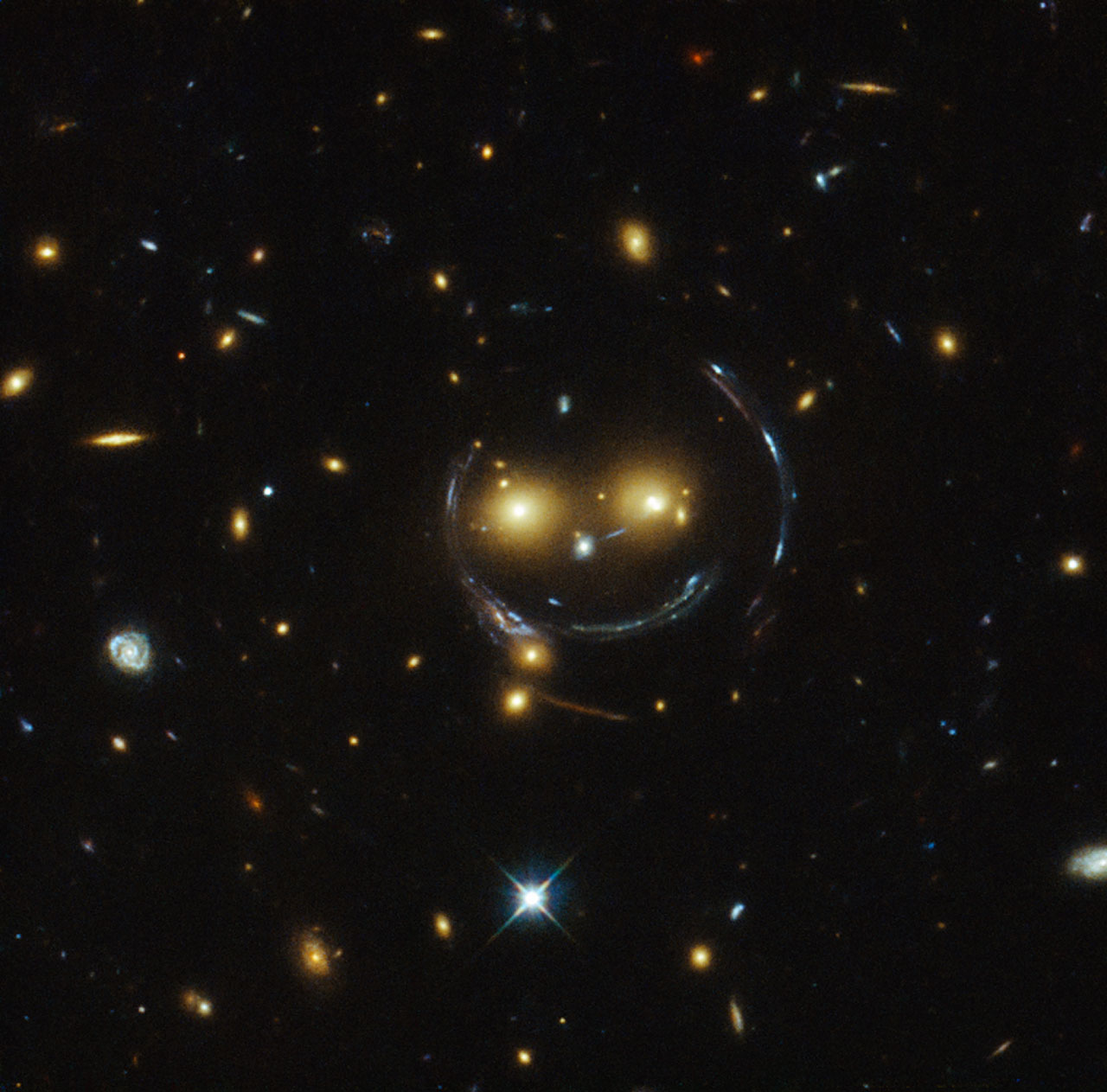
2月10日：ハッブル宇宙望遠鏡によって撮影された銀河団と重力レンズの画像が公開された。

- 2月19日 – デューク大学の研究から、HARE5と呼ばれる遺伝子の制御因子が人の脳を大きくしたことが判明した[16]。

### 3月
- 3月2日 – 粒子性と波動性の両方の性質を持った状態の光の画像が初めて撮影された[17][18]。
- 3月3日 – NASAのエイムズ研究センターが行った実験で、宇宙空間の条件下、ピリミジンを出発物質としてウラシルやシトシン、チミンといったDNAやRNAを構成する有機化合物を生成させることに成功した[19]。
- 3月5日
  - 43億年前の火星には北半球を覆っていた広大な海洋が存在していたことを立証する証拠がNASAによって報告された[20]。
  - 世界資源研究所（英語版）による新たな分析で、気候変動により2030年までに河川氾濫の影響を受ける人々の数が3倍に増加する可能性が報告された[21]。
- 3月11日 – NASAの探査機カッシーニによる分析で、土星の衛星エンケラドゥスに熱水噴出活動がおきていることを示す証拠が報告された[22]。
- 3月20日 – 2015年3月20日の日食がヨーロッパで観測された。
- 3月24日 – NASAの火星探査車キュリオシティが、火星の地表の堆積物から一酸化窒素を検出した[23]。
- 3月25日 – マサチューセッツ工科大学とベオグラード大学の研究で、3000個の原子を1つの光子を用いて量子もつれの状態にすることに成功し、これまで実験でもつれさせた粒子の数として最大となった[24]。

### 4月
- 4月1日 – 気候変動の影響でホッキョクグマが陸上で十分な食料を手に入れることができなくなることが明らかとなり、2100年までに絶滅する可能性があることが発表された[25]。
- 4月6日 – ブリティッシュコロンビア大学の研究で、カナダ西部にある氷河が2100年までにその体積の7割を失う可能性が示された[26]。
- 4月14日
  - 探査機ロゼッタとフィラエによる観測の結果、チュリュモフ・ゲラシメンコ彗星の核は磁場を持たないことが報告された[27]。
  - 高度に発展した地球外文明が放出すると予想される赤外線放射の痕跡を検出するために10万個の銀河を観測したが、明白なものは何も見つからなかったと発表された[28]。
  - NASAがニュー・ホライズンズによって撮影された冥王星とその衛星カロンの初のカラー画像を公開した[29]。

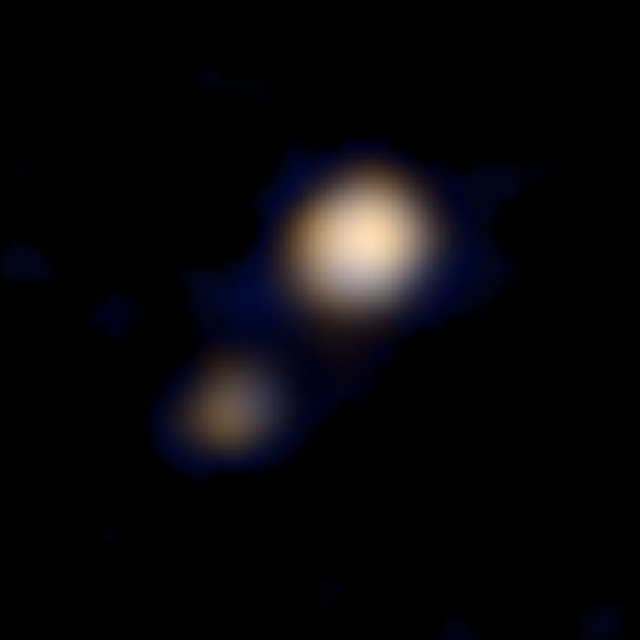
4月14日：ニュー・ホライズンズにより初めて撮影された冥王星とその衛星カロンのカラー画像。

- 4月21日 – 山梨県の山梨リニア実験線で実施されたJR東海のL0系による有人走行試験で、鉄道の世界最高速度となる時速603kmを記録した[30][31]。

4月21日：JR東海のL0系が鉄道の世界最高速度となる603km/hを記録した。

- 4月29日 – 世界保健機関（WHO）は、アメリカ大陸から風疹が根絶されたと宣言した。根絶が発表されたのはこれが世界で初めて[32]。

### 5月
- 5月1日 – NASAの水星探査機メッセンジャーが水星に突入し、4年間に渡る軌道上からの観測ミッションを終了した[33]。
- 5月3日 – 当時発見されていた銀河の中では最遠となる、地球からおよそ130億光年離れている銀河EGS-zs8-1が発見されたと発表された[34]。
- 5月6日
  - アメリカ海洋大気庁（NOAA）によると、2015年3月は一か月を通して初めて大気中の二酸化炭素濃度が400ppmを上回った月であり、過去数百万年の中では最も高い濃度であることが分かった[35]。
  - 古細菌と真核生物の中間の移行形態であるとされるロキ古細菌と呼ばれる分類が提唱された[36]。
- 5月21日 – NASAが、天の川銀河の1万倍ものエネルギーを放出する、既知の銀河の中で最も明るい銀河WISE J224607.57-052635.0の発見を報告した[37]。
- 5月28日 – 国際研究チームがエチオピアで、330万～350万年前の新種の猿人アウストラロピテクス・デイレメダ（英語版）を発見したと『ネイチャー』誌に報告された[38]。

### 6月
- 6月1日 – これまで古典的なリンパ管システムはないとされてきた脳にもリンパ管が存在していることを発見したと報告された[39]。
- 6月3日 – CERNの大型ハドロン衝突型加速器が、2年間に及んだ修理と改良工事を終了し、運転を再開した。改良によって装置の出力は8兆電子ボルトから13兆電子ボルトまで向上し、より高いエネルギーでの実験が可能となった[40]。
- 6月5日 – NASAの火星探査機マーズ・リコネッサンス・オービターが、火星の南半球にあるアルガ・クレーターにガラスの堆積層（インパクタイト）があることを発見したと公表された[41]。

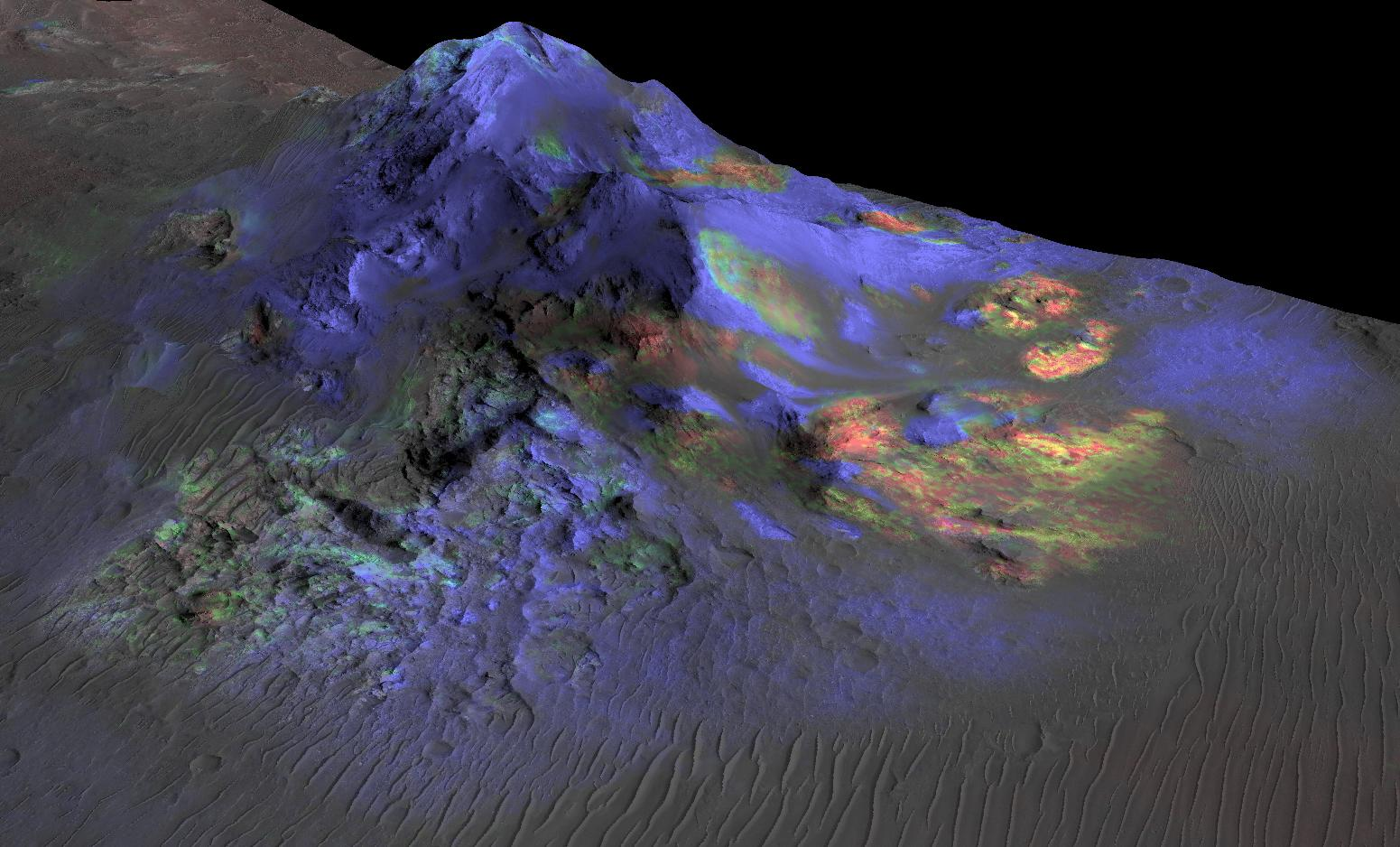
6月5日：火星のクレーターでガラス層（緑色で表示）が発見された。

- 6月9日 – 7500万年前の恐竜の化石から赤血球や結合組織とみられる残滓が発見された[42]。
- 6月19日 – 地球は現在、過去6500万年間で見られなかったレベルの大量絶滅の始まりに差し掛かっていることが確認され、こうした絶滅は過去500年間の人間の活動によって引き起こされたものであることが明らかになった[43]。
- 6月24日 – 海王星程度の大きさの太陽系外惑星グリーゼ436bは、恒星に非常に近い距離で公転しており、その大気が蒸発して彗星のように長い尾を引いていることが明らかになった[44]。

### 7月
- 7月9日 – IBMが7nmプロセスによるコンピュータチップの製造を発表し、終焉が近づくとされているムーアの法則の寿命を数年延ばした[45]。
- 7月14日
  - CERNの大型ハドロン衝突型加速器で、ペンタクォークの新たな粒子を観測したと報告した[46]。
  - NASAのニュー・ホライズンズが冥王星にフライバイし、冥王星とその衛星カロンを撮影した。探査機が冥王星を訪れるのはこれが初めて[47][48]。

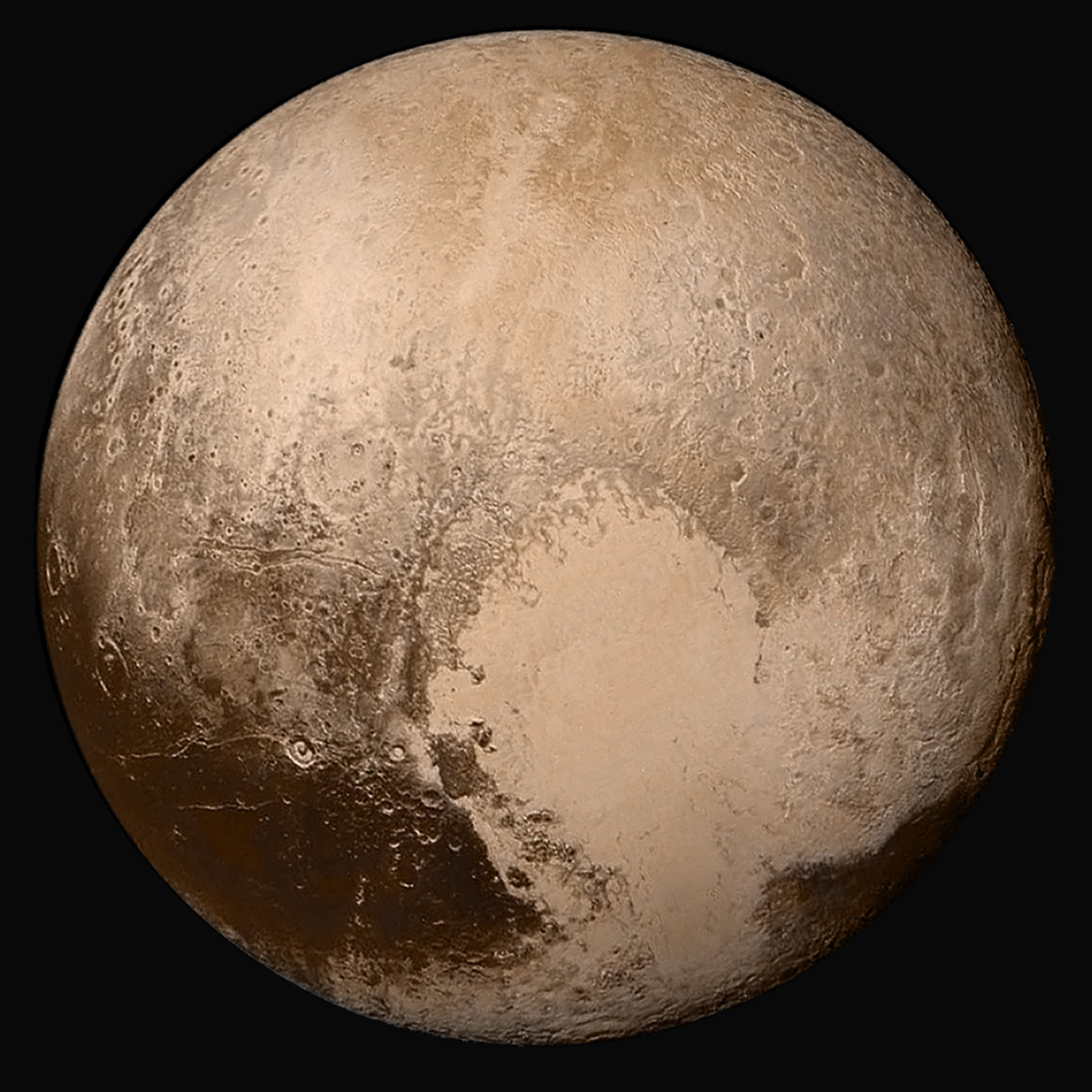
7月14日：NASAの探査機ニュー・ホライズンズが冥王星をフライバイした。

- 7月16日 – プリンストン大学などの国際研究チームが、理論で提唱されてから85年に渡る探索の末、ワイルフェルミ粒子と呼ばれる準粒子を発見したと報告された[49]。
- 7月23日 – NASAのケプラー宇宙望遠鏡により、ハビタブルゾーン内を公転する地球程度の大きさの太陽系外惑星ケプラー452bの存在を確認した[50]。
- 7月30日 – 地球からおよそ18光年離れた褐色矮星LSR J1835+3259（英語版）で、太陽系外では初となるオーロラの出現が報告された[51]。

### 8月
- 8月5日 – ケック天文台の観測で、132億光年先に位置する発見当時最遠の銀河EGSY8p7が発見された[52]。
- 8月19日
  - マレーシアで野生のスマトラサイの絶滅が宣言された[53]。
  - 60万人以上を対象に調査された研究で、週に55時間働く人は週35から40時間働く人に比べて脳卒中のリスクが33%高く、冠動脈疾患のリスクは13%高いという結果が発表された[54][55]。

### 9月
- 9月2日 – 地球上の木の本数を推定する研究で、現在はおよそ3兆本の木が存在するという推定結果が出た[56]。
- 9月3日 – カンザス大学とCERNの大型ハドロン衝突型加速器による研究で、初期宇宙に存在したクォークグルーオンプラズマと呼ばれる状態は、従来考えられていたよりも少ない粒子で生成できることが報告された[57]。
- 9月10日 – 南アフリカで発見された15体分の部分的な骨格の発見について、ヒト族の新種であると報告され、ホモ・ナレディと名付けられた[58]。
- 9月14日 – 重力波検出器LIGOとVirgoの研究チームが、この日に重力波を観測史上初めて検出した[59][60]。発表は翌年2月11日に行われている。

- 9月16日 – NASAの探査機カッシーニによる観測の結果、土星の衛星エンケラドゥスについて、その地表を覆う氷の下に大規模な海が存在することが発表された[61]。

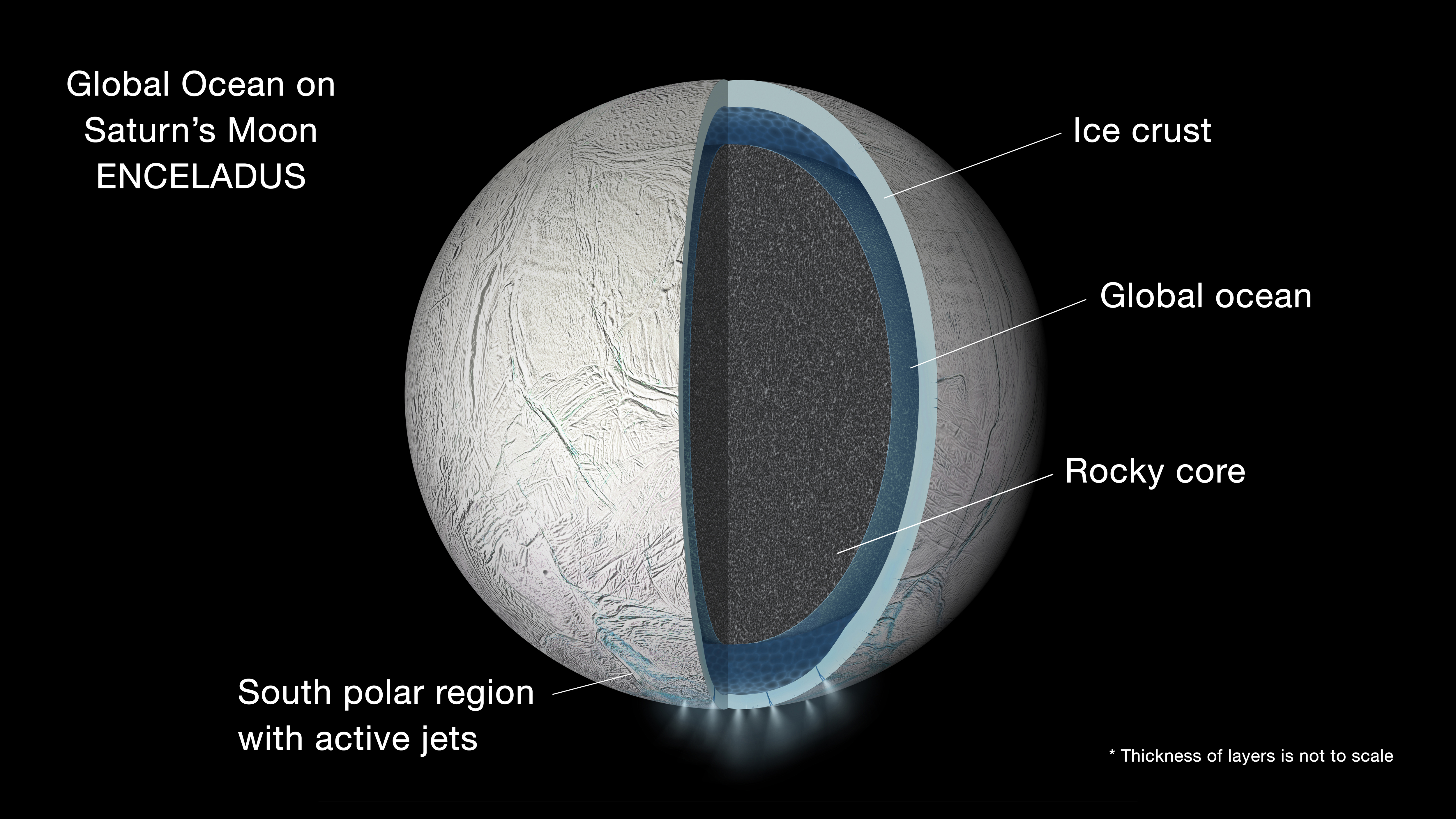
9月16日：土星の衛星エンケラドゥスには大規模な海が存在することが分かった。

- 9月23日 – 人工衛星のデータを使ったNASAの研究で、北半球の海洋に生息する植物プランクトンが、大幅に減少していることが明らかとなった[62]。
- 9月29日 – NASAの火星探査機マーズ・リコネッサンス・オービターの観測で、火星の地表に液体の水が存在する証拠が見つかったと報告された[63]。

### 10月
- 10月5日 – 国際自然保護連合（IUCN）の評価によって、サボテンの3分の1近くの種が、違法な取引や他の人類の活動が主な原因で絶滅の危機に瀕していることが明らかとなった[64]。
- 10月6日 – ニューサウスウェールズ大学の研究で、ケイ素からできた初の量子論理ゲートが作成され、2量子ビットの情報の計算を可能にした[65]。
- 10月8日 – NASAの火星探査車キュリオシティによる観測の結果、33～38億年前の火星のゲール・クレーターには湖や河川が存在し、アイオリス山下層に堆積物を供給していたことが確認された[66]。
- 10月20日 – フリンダース大学の研究で、硫黄とリモネンから合成したポリマーが、汚染された水中や土壌中の水銀イオンを効果的に回収できることを発見したと報告された[67]。
- 10月31日 – 大きさがおよそ600m程度の地球近傍小惑星2015 TB145が、月までの距離のおよそ1.266倍まで接近した[68]。

### 11月
- 11月6日 – NASAの火星探査機MAVENによる観測によって、太陽風が長年にわたって火星の大気を剥ぎ取っていることが報告された[69][70]。

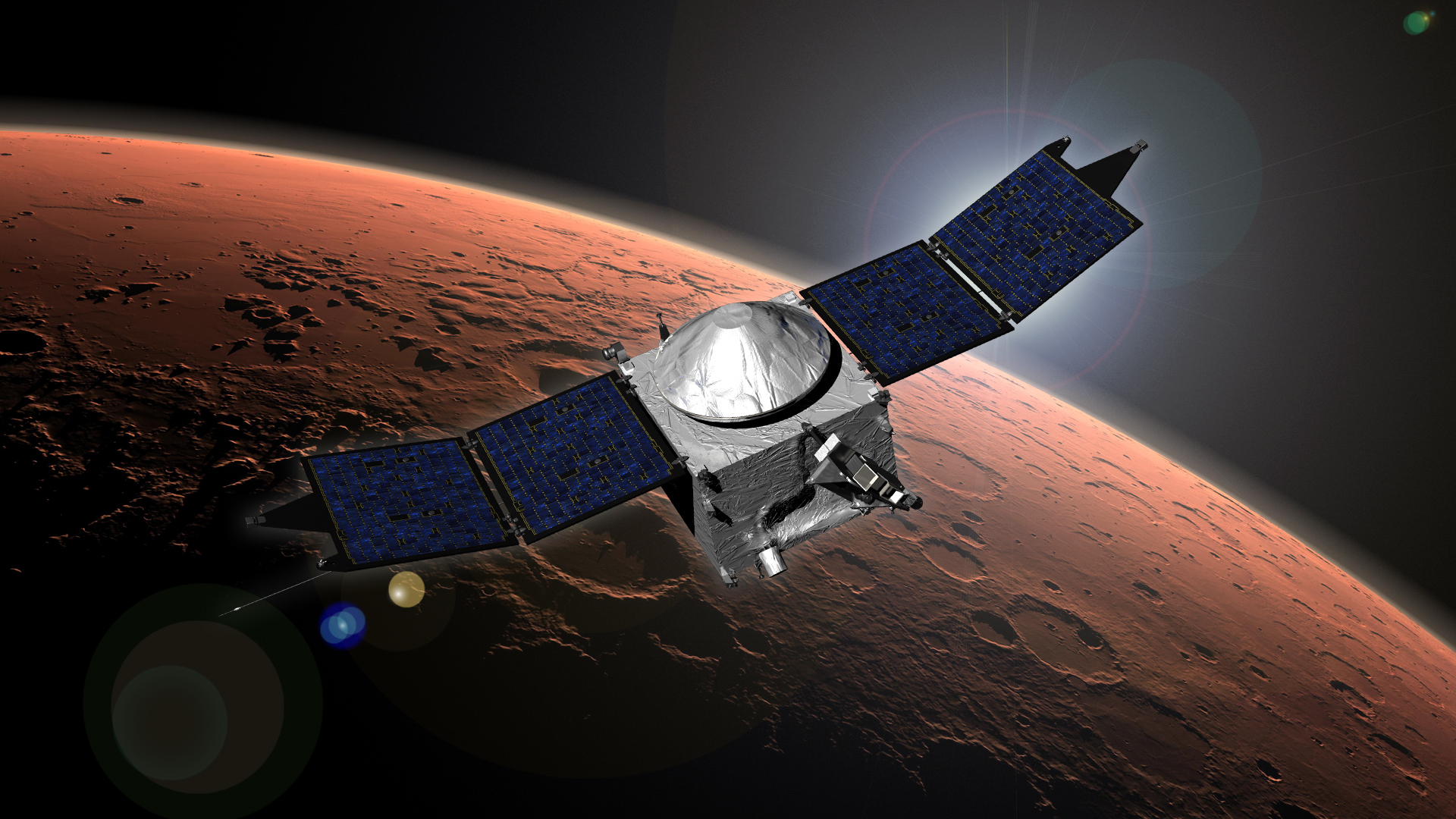
11月6日：火星の大気は太陽風によって剥ぎ取られていることが報告された。

- 11月16日 – ライス大学が、244個の原子から作られ、紫外線で駆動するナノスケールの潜水艦を作成した[71]。
- 11月17日 – ヘルシンキ大学の研究で、セロトニン2B受容体に関わる遺伝子の変異が、泥酔時などにおける人間の衝動的行動に関連していることが示唆された[72]。
- 11月23日 – 極限の環境下でも生存が可能であることで知られるクマムシのゲノム情報が公開され、その17.5%は他の生物由来である外来DNAであることが明らかとなった[73][74]。

### 12月
- 12月2日 – コロラド州立大学の研究で、従来の100倍以上の分解能を持つ質量分析イメージング（英語版）装置によって、細胞組織の3Dマッピングが可能となった[75]。
- 12月3日 – ESAとNASAの宇宙探査機LISA パスファインダーが打ち上げられた[76]。
- 12月4日 – ストックホルム大学の研究で、ダムや灌漑などの施設からの蒸発が人類の淡水消費量を2割近く増加させていることが分かった[77]。
- 12月7日 – 2010年に打ち上げられ、同年に主エンジンの故障によって金星周回軌道の投入に失敗したJAXAの金星探査機あかつきが、この日姿勢制御用エンジンを噴射することで金星周回軌道への投入に成功した[78]。
- 12月9日 – NASAの小惑星探査機ドーンによる観測データから、準惑星ケレスの地表に存在する光点は、硫酸マグネシウム六水和物を含む一種の塩水であることが特定された[79]。
- 12月10日 – 10月に完成したドイツのヴェンデルシュタイン7-X核融合炉で、ヘリウムガスを使用した初のプラズマ実験が行われ、実験運転が開始した[80]。
- 12月18日 – 米科学誌『サイエンス』は今年のブレークスルー・オブ・ザ・イヤー（下記）を発表した[81][82]。
- 12月21日 – スペースX社が使用済みの1段目のファルコン9ロケットを垂直着陸させることに成功した[83]。

| No. | 今年の10大科学業績                           |
| --- | -------------------------------------------- |
| 1   | CRISPRによるゲノム編集技術                   |
| 2   | 冥王星やケレスの探査                         |
| 3   | DNA調査によるケネウィック人の起源の解明      |
| 4   | 心理学実験における再現性の検証報告           |
| 5   | ホモ・ナレディの発見                         |
| 6   | マントルプルームの構造の解明                 |
| 7   | エボラ出血熱に対するワクチンが臨床試験で成功 |
| 8   | オピオイドを合成する酵母が設計された         |
| 9   | 脳にもリンパ系が広がっていることが発見された |
| 10  | 量子もつれの確認                             |

## 受賞
- アーベル賞 – ジョン・ナッシュ、ルイス・ニーレンバーグ
- チューリング賞 – マーティン・ヘルマン、ホイットフィールド・ディフィー
- ラスカー賞
  - 基礎医学研究賞 – スティーブン・エレッジ、エベリン・ウィトキン
  - 臨床医学研究賞 – ジェームズ・P・アリソン
- ガードナー国際賞 – ルイス・カントレー、マイケル・ホール、リン・マクアット、大隅良典、坂口志文
- ウルフ賞
  - ウルフ賞物理学部門 – ロバート・キルシュナー、ジェームズ・ビョルケン
  - ウルフ賞数学部門 – ジェームズ・アーサー
  - ウルフ賞化学部門 – 受賞者なし
  - ウルフ賞医学部門 – ジョン・カップラー（英語版）、フィリッパ・マラック、ジェフリー・ラヴェッチ（英語版）
- 京都賞
  - 京都賞基礎科学部門 – ミシェル・マイヨール
  - 京都賞先端技術部門 – 国武豊喜
- ショウ賞
  - 天文学 – ウィリアム・J・ボラッキー（英語版）
  - 生命科学および医学 – ボニー・バスラー、エヴェレット・ピーター・グリーンバーグ（英語版）
  - 数学 – ゲルト・ファルティングス、Henryk Iwaniec
- トムソン・ロイター引用栄誉賞
  - 物理学 – ポール・コーカム、フェレンツ・クラウス、デボラ・S・ジン、王中林（英語版）
  - 化学 – キャロライン・ベルトッツィ、エマニュエル・シャルパンティエ、ジェニファー・ダウドナ、ジョン・グッドイナフ、スタンリー・ウィッティンガム
  - 生理学・医学 – 森和俊、ピーター・ウォルター（英語版）、Alexander Y. Rudensky、坂口志文、Ethan M. Shevach、ジェフリー・ゴードン
- ブレイクスルー賞
  - 基礎物理学ブレイクスルー賞 – ソール・パールマッターと超新星宇宙論計画メンバー、ブライアン・P・シュミット、アダム・リースとハイゼット超新星探索チームメンバー
  - 生命科学ブレイクスルー賞 – Alim-Louis Benabid、チャールズ・デビッド・アリス、ヴィクター・アンブロス、Gary Ruvkun、ジェニファー・ダウドナ、エマニュエル・シャルパンティエ
  - 数学ブレイクスルー賞 – サイモン・ドナルドソン、マキシム・コンツェビッチ、ジェイコブ・ル―リー、テレンス・タオ、リチャード・テイラー
- ノーベル賞
  - 物理学賞 – 梶田隆章、アーサー・B・マクドナルド
  - 化学賞 – トマス・リンダール、ポール・モドリッチ、アジズ・サンジャル
  - 生理学・医学賞 – ウィリアム・セシル・キャンベル、大村智、屠呦呦

## 死去
カッコ内は生誕年である。
- 1月9日 – 高瀬文志郎、日本の天文学者（* 1924年）
- 1月27日 – チャールズ・タウンズ、アメリカ合衆国の物理学者、ノーベル物理学賞受賞者（* 1915年）
- 1月28日 – イヴ・ショーヴァン、フランスの化学者、ノーベル化学賞受賞者（* 1930年）
- 2月4日 – 日沼頼夫、日本の医学者、ウイルス学者（* 1925年）
- 2月5日 – ヴァル・フィッチ、アメリカ合衆国の物理学者、ノーベル物理学賞受賞者（* 1923年）
- 2月11日 – 田中健蔵、日本の病理学者（* 1922年）
- 2月16日 – 田中郁三、日本の化学者（* 1926年）
- 3月5日 – 平林眞、日本の金属学者（* 1925年）
- 3月16日 – 田崎明、日本の物理学者（* 1934年）
- 4月22日 – 赤羽賢司、日本の天文学者（* 1926年）
- 4月29日 – ポール・ヒューダック（英語版）、アメリカ合衆国の計算機科学者（* 1952年）
- 5月15日 – 伊藤嘉昭、日本の生物学者（* 1930年）
- 5月23日 – ジョン・ナッシュ、アメリカ合衆国の数学者、ノーベル経済学賞受賞者、アーベル賞受賞者（* 1928年）
- 6月2日 – アーウィン・ローズ、アメリカ合衆国の生化学者、ノーベル化学賞受賞者（* 1926年）
- 6月5日 – 清水信義、日本の遺伝子学者（* 1941年）
- 7月5日 – 南部陽一郎、日本出身のアメリカ合衆国の理論物理学者、ウルフ賞物理学部門受賞者、ノーベル物理学賞受賞者（* 1921年）
- 8月30日 – オリバー・サックス、イギリスの神経学者（* 1933年）
- 9月19日 – 小畠郁生、日本の古生物学者（* 1929年）
- 12月4日 – 田村三郎、日本の農芸化学者（* 1917年）
- 12月17日 – 早石修、日本の生化学者、ウルフ賞医学部門受賞者（* 1920年）
- 12月23日 – アルフレッド・ギルマン、アメリカ合衆国の科学者、ノーベル生理学・医学賞受賞者（* 1941年）
- 12月28日 – 坂井光夫、日本の物理学者（* 1921年）